# Singidunum

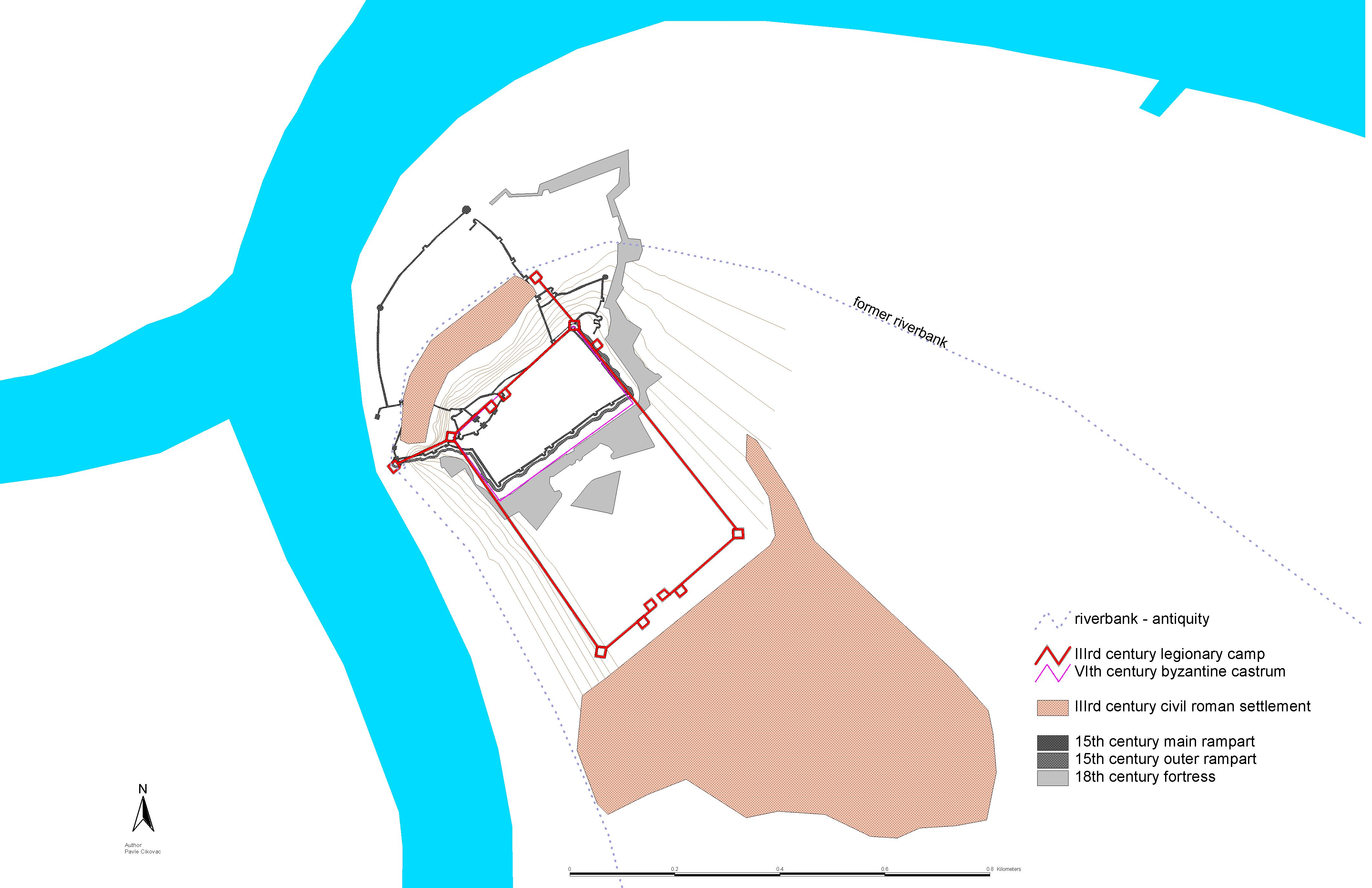
Lage Singidunums und des Lagers der Legio IIII Flavia Felix

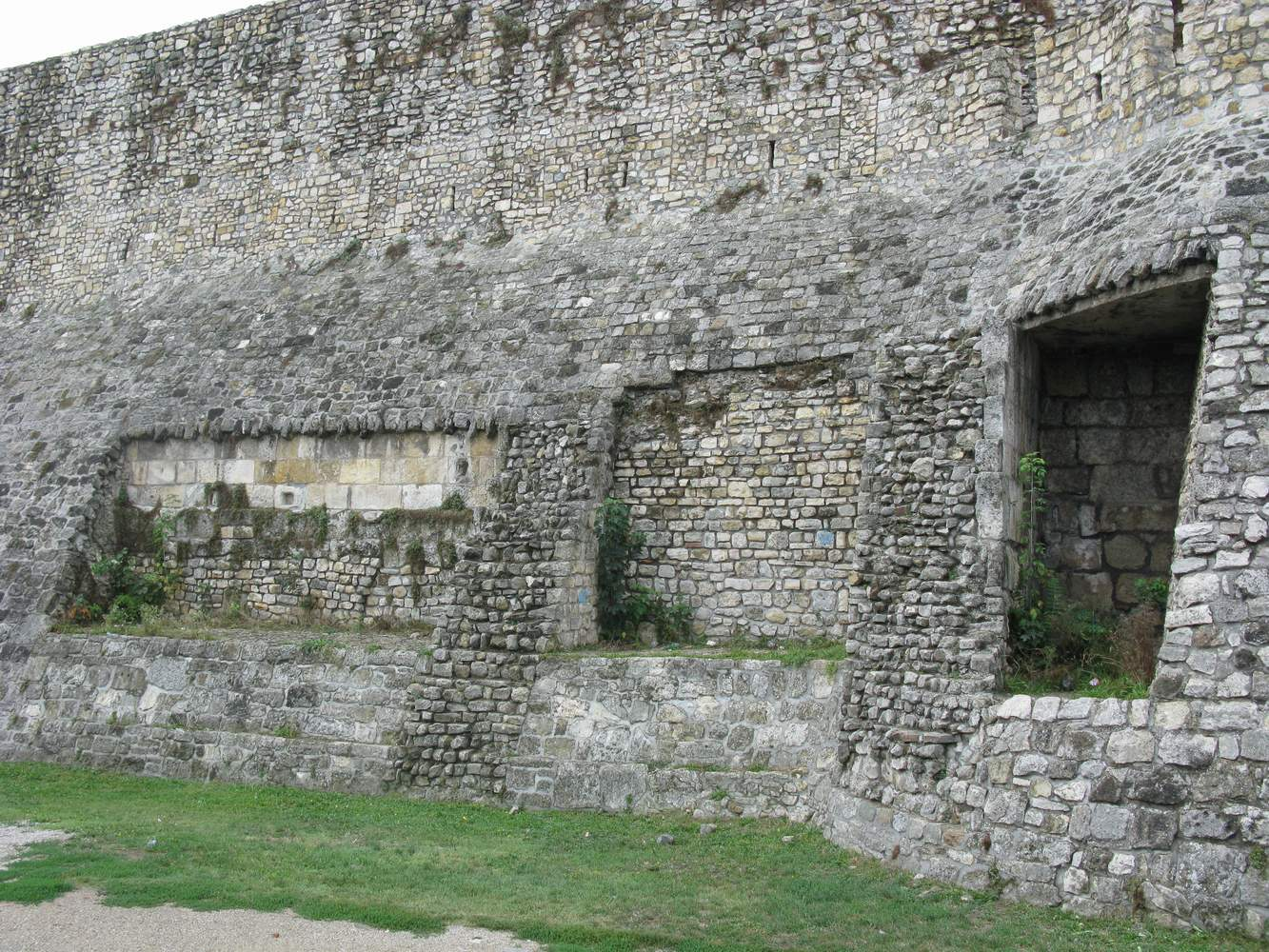
Mauern des römischen Kastells, 2. und 3. Jh.

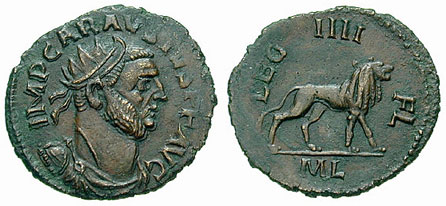
Ein Antoninianus unter Carausius geprägt. Auf der Rückseite der Münze befindet sich der Löwe, das Symbol der Legio IIII Flavia Felix mit der Inschrift LEG IIII FL

Singidunum (griechisch Σιγγίδουνον) war eine antike römische Stadt an der Mündung der Save in die Donau. Später entstand hier Belgrad.
In der Zeit des römischen Imperiums war Singidunum Bestandteil der Defensivbefestigungen am Donaulimes. Die strategische Lage von Stadt und Castrum an der Via Militaris, heute Donausüdstraße genannt, die in diesem östlichen Abschnitt von Sirmium über Viminatium, Trimontium bis nach Konstantinopel führte, bestimmte die Geschichte Singidunums bis zum Beginn des 7. Jahrhunderts. Die Militärstadt von Singidunum (Vicus) wurde mit der Ansiedlung von Veteranen der Legionen in der Unterstadt durch eine bedeutende Zivilstadt ergänzt.

## Frühgeschichtliche Zeit
Das Gebiet am Zusammenfluss von Save und Donau war seit der Mitte bis späten Paläolithikum kontinuierlich besiedelt. Spuren der neolithischen Vinča-Kultur, die zwischen dem 6. und 3. Jahrtausend v. Chr. im Bereich der mittleren Donau ansässig war, sind nach einem Belgrader Vorort benannt worden.

## Vorrömische Zeit
Nach Constantin Josef Jireček bestand an Stelle des heutigen Belgrads noch vor der römischen Gründung einstmals ein keltischer Vorgängerort, welcher durch die Skordisker initiiert wurde:

„Sie gründeten hier ihre Hauptburg Singidunum, deren Befestigiung wohl höchstens aus einer kyklopischen Mauer bestanden haben mochte. Nach der Unterwerfung Moesiens wurde der Vorort der Skordisker zu einem der wichtigsten Waffenplätze der Römer. An der Stelle der primitiven Keltenburg erhob sich ein regelmäßiges römisches Castrum, behielt aber den alten Namen, welcher noch im VII Jahrhundert als die letzte Spur des damals schon verschollenen keltischen Elementes fortlebte.“

Zum etymologischen Ursprung des Toponyms aus dem keltischen schrieb Felix Kanitz:

„… dessen wahrscheinlich aus ‚Singid‘ mit ‚dununi‘ (Hügel) oder ‚din‘ (Burg) gebildeter Namen zeigt, dass, wie auch alte Quellen erwähnen, schon 300 Jahre v. Chr. dort keltische Skordisker siedelten.“

Allgemein war die vorrömische Epoche der späteren römischen Provinz Mösien und mit dieser die Gründung des vorrömischen Singidunums mit den Skordiskern, einem Thrako-keltischen Stamm, verbunden. Die große Wanderung der keltischen Stämme bis an die Donau sowie deren Ansiedlung in der späteren römischen Provinz Pannonien an der Einmündung der Sava in die Donau wird auf Ende des 4. Jh.s v. Chr. vermutet. Die Wirkung der keltischen Wanderung hatte dabei für die Geschichte der Balkanhalbinsel weitreichende Folgen, die sich durch Feldzüge nach Makedonien und Griechenland sowie einer Wanderung bis ins weitentfernte kleinasiatische Galatien auszeichnete. Auf welchem Wege sie bis zur Save gelangten, bleibt aber unklar. Dass sie bereits im frühen 3. Jh. v. Chr. hier siedelten, haben archäologische Funde in Gomolava sowie die Entdeckung der latènezeitlichen Nekropole Rospi Čuprija im Stadtteil Karaburma bei Belgrad (einige Kilometer östlich des römischen Singidunums) sowie Viminacium gezeigt. Die Niederlassung der Skordisker an der Savemündung und Gründung Singidunums wird mit dem expansiven Vordringen um 280 v. Chr. gesehen. Zunächst kämpften die Skordisker mit den Triballern, einem indirekt von Herodot in der Bezeichnung der triballischen Ebene an der Mündung der Flüsse Angros (Westliche Morava) und Brongos (Südliche Morava) seit 480 v. Chr. für die Balkanhalbinsel bezeugten Stamm, sowie anderen thrakischen Stämmen. Der Tod des makedonischen Königs Ptolemaios Keraunos 279 v. Chr. im Kampf gegen die Skordisker öffnete diesen den Weg nach Griechenland. Nach dem Misserfolg, die Schatzhäuser von Delphi zu plündern, und dem Selbstmord des Anführers Brennus kehrte ein Teil der Skordisker aus Griechenland an die Savemündung zurück und ließ sich dauerhaft nieder.
Das Erscheinen der Kelten an der Savemündung datierte der Historiker Iustinus (1. Hälfte des 3. Jahrhunderts) nach der Rückkehr aus Delphi:

„Die Kelten die den Krieg gegen Delphi unglücklich geführt haben, bei dem sie eher die Macht Gottes als der Menschen zu spüren bekommen haben, sind, nachdem sie ihren Führer Brennus verloren und geschlagen wurden, teils nach Thrakien und teils nach Kleinasien geflüchtet. Von hier sind sie auf dem selben Weg wie beim Feldzug zurück in ihre Heimat gekommen. Eine Gruppe von diesen hat sich an der Savemündung niedergelassen und begann sich Skordisker zu nennen.“

Aufgrund der archäologischen Funde in Rospi Čupria ist aber eine Anwesenheit der Kelten auch schon vor diesem Zeitpunkt bei Sinigdunum bezeugt.
Strabon berichtete weiterhin über die Ausbreitung der Skordisker die bis an die Siedlungsgebiete der Triballer und Moeser reichte. Die archäologischen Funde in Rospi Čupria sind dabei besonders für die älteste Epoche reichhaltig, reichen aber auch noch über das 2. Jh. v. Chr. in die 80er Jahre des 1. Jh. v. Chr. Dabei wurde die materielle Kultur der Skordisker durch eine starke Vermischung mit den Kulturen der Triballer und Autariaten geprägt. Der Niedergang der Skordisker in Moesien wurde durch Appian in den Kämpfen mit den Triballern und später den Römern erklärt. Claudius Ptolemäus kannte die Skordisker nur noch aus Pannonien, wo sich noch bis zum 2. Jh. n. Chr. epigrafische Zeugnisse erhalten haben.
Das römische Vordringen zur Donau resultierte aus der Einnahme Makedoniens 168 v. Chr. und der Einrichtung der Provinz Macedonia 148 v. Chr. Die Feldzüge der Römer gegen die im Norden siedelnden Skordisker sollten den Schutz der Provinz gewähren, waren aber auch mit militärischen Rückschlägen verbunden. So wurden die Römer 141 von den Skordiskern geschlagen. Ab 120 begann eine Reihe von Einfällen der Skordisker nach Makedonien. 112 und 111 v. Chr. sowie 106 v. Chr. wurde die Gefahr der Einfälle in die römischen Provinzen praktisch eingedämmt, endgültig besiegt wurden sie jedoch erst in den 80er Jahren des 1. Jahrhunderts.
Das keltische Singidunum stand nach den archäologischen Funden nicht an Stelle des späteren römischen Kastrums. Das keltische oppidum als Vorgängergründung des gleichlautenden römischen Munizipiums lag 4–5 Kilometer südlich der römischen Folgesiedlung an der Abdachung der schumadinischen Hänge zur Donau im heutigen Stadtteil Karaburma. Dabei wird angenommen, dass die keltische Siedlung höchstwahrscheinlich noch einige Zeit vor der römischen Neugründung des Legionslagers in flavischer Zeit aufgegeben worden war.

## Römische Zeit (1.–5. Jh.)
Die Römer begannen im 1. Jh. v. Chr. die Gebiete bis zur Donau zu erobern. Die Gegend wurde durch die Römer um 86 v. Chr. erobert. Gaius Quintus Scribonius Curio, der Prokonsul von Macedonia, erreichte die Donau und vertrieb die Skordisker, Dardanen und Dakier. Trotz der militärischen Erfolge etablierte sich die römische Macht erst unter Octavian (Augustus), als Marcus Licinius Crassus ab 29 v. Chr. die Provinz Moesia errichtete. Die Stadt wurde in die Provinz Moesia superior (Hauptstadt Viminatium) eingegliedert und Garnisonsstadt am Donaulimes. Auf der gegenüber liegenden Seite der Save stand Taurunum, das heutige Zemun. Singidunum wurde eines der wichtigsten Zentren der Provinz, stand aber im Schatten von Sirmium und Viminatium den beiden herausragenden römischen Städten der Provinz. Das Castrum war ein wichtiger strategischer Punkt an der Via Militaris, die die Befestigungen und Siedlungen am danubischen Limes verband.
Im Jahr 86 n. Chr. verlegte Domitian parallel zur Verstärkung der Reichsgrenzen gegen die Daker die Legio IIII Flavia Felix nach Singidunum. In diese Zeit fiel auch die Blüte Singidunums. Das Castrum befand sich im oberen Teil der heutigen Festung Kalemegdan. Die Legion errichtete eine Brücke über die Save zum gegenüberliegenden Ort Taurunum. Die 6.000 Mann zählende Legion war eines der wichtigsten militärischen Mittel gegen die dakischen Stämme auf der nördlichen Donauseite. Durch die Ansiedlung von Veteranen wuchs auch ein städtischer Ort um das Legionslager. Die heutigen Straßenzüge in der Altstadt Belgrad zwischen den Straßen Uzun Mirkova, Dušanova, und Kralja Petra I zeigen das rechtwinkelige Straßenbild der römischen Stadt. Das Forum befand sich am heutigen Studentski Trg.
Zu Beginn des 2. Jahrhunderts besiegte Trajan (105–106) Dakien unter Beteiligung der Legio IIII Flavia Felix, die seit 88 an den Feldzügen teilnahm und auch Teile des Straßenbaus nördlich der Donau übernahm. Mit der Bildung der Provinz Dacia begann für Singidunum eine Zeit des Friedens. Mitte des 2. Jahrhunderts verlegte Kaiser Hadrian die Legio IV Flavia Felix zurück nach Singidunum und verlieh der Stadt den Status eines Municipiums mit größerer administrativer Freiheit, später wurde sie auch Colonia.
Nach dem 2. Jh. n. Chr. begann die Macht des römischen Imperiums an seinen Grenzen zu bröckeln. Mit dem Einfall der Goten zwischen 256 und 270 wurde die Provinz Dacia verlassen und Singidunum blieb ein wichtiger Grenzposten gegenüber den Barbaren. Aurelian verlegte alle Legionen deshalb wieder ans Südufer der Donau und reorganisierte die Region durch die Bildung der Provinz Dacia ripensis.

## Spätantike Periode (4.–6. Jh.)
Die erste Hälfte des 4. Jahrhunderts war wiederum eine Periode des Friedens: Die Stadt bekam den Status einer römischen Kolonie, was ihre Autonomie nochmals bestärkte. Mit der Reichsteilung 395 unter Theodosius I. kam Singidunum zu Ostrom, aus dem das Byzantinische Reich hervorging. Singidunum war jetzt der nordwestlichste Grenzposten des östlichen römischen Imperiums. Im 5. Jahrhundert verschwand das Weströmische Reich als Machtfaktor, was für das verbleibende Oströmische Reich eine Folge von Invasionen der Balkanhalbinsel durch germanische, mongolische, slawische und türkische Völker bedeutete. Moesia und Illyricum wurden mit der Zeit durch nachfolgende Invasionen von Hunnen, Ostgoten, Gepiden, Sarmaten, Awaren und Slawen heimgesucht. Singidunum selbst fiel 441 in die Hände der Hunnen und wurde von den Römern 454 zurückerobert, kam 470 an die Ostgoten, 488 an die Gepiden und Sarmaten und 504 nochmals an die Ostgoten.
510 wurde Singidunum wieder römisch, und Justinian I. erneuerte die Festung 535. Diese Erneuerung ist auch der Ursprung der heutigen Festung von Belgrad. 510 kam Singidunum vertraglich wieder zum Byzantinischen Reich. 512 siedelte der Byzantinische Kaiser Anastasios I. die germanischen Heruler zur Abwehr der Gepiden an.
Durch die von Justinian I. betriebene Restauratio imperii befestigte der Kaiser 535 die Donaugrenze durch ein großangelegtes, der reinen Defensive dienendes Festungsbauprogramm an der unteren Donau. Justinian erneuerte die dabei ins Zentrum gerückte Befestigungsanlage von Singidunum in Form eines wesentlich verkleinerten, aber mit starken Mauern befestigten byzantinischen Kastrons innerhalb des alten aufgegebenen Legions-Standlagers (Castra), was insbesondere durch eine weitere Staffelung von Kastra, die neuerbauten, der politischen wie kirchlichen Organisation der Region dienenden neue Verwaltungszentrum von Justiniana Prima, schützen und Einfälle nach Moesia unterbinden sollte, sich aber durch die nachfolgend nicht mehr zu verhindernde Landnahme der Slawen auf dem Balkan als weitreichender strategischer Fehler erwies.
Das gut befestigte, schon einer mittelalterlichen Burg ähnelnde Kastell Singidunum bildete fortan den Kern der mittelalterlichen Stadt, die, mit Ausnahme der erst zu Beginn des 15. Jahrhunderts unter Stefan Lazarević neubebauten und befestigten Unterstadt des Kalemegdan, bis Anfang des 16. Jahrhunderts auch nicht über die justinianischen Grenzen hinauswuchs.

## Awaren und Slaweneinfall
Mit dem letzten großen Völkerwanderungszug der Awaren wandern die Slawen als Verbündete in die Pannonische Tiefebene ein und eroberten 582 die strategisch wichtige Stadt Sirmium. 584 fiel auch das Kastron Singidunum, womit die Verteidigung der gesamten byzantinischen Donaugrenze zusammenbrach. Erst Kaiser Maurikios unternahm, mit seinem Regierungsantritt beginnend, einen 20-jährigen und schließlich erfolgreichen Abwehrkampf gegen Awaren und Slawen. 592 konnten seine Truppen Singidunum zurückerobern. Nachfolgend wurden die Awaren wieder nördlich der Donaulinie zurückgedrängt. Noch bis 625 hielt sich in Singidunum ein römischer Festungskommandant. Erst im späten 9. Jh. taucht die Stadt in den Quellen als eine bulgarische Festung wieder auf, dann unter dem Namen „Beograd“ („weiße Stadt“).